# 122 mm 곡사포 M1938 (M-30)
122 mm 곡사포 M1938 (M-30)(러시아어: 122-мм гаубица образца 1938 года (М-30))은 소련의 121.92 mm(4.8 인치) 구경의 곡사포이다. 1930년대 후반, 표도르 페트로프가 이끄는 모토빌리하 공장의 설계국에서 개발되어 1939년에서 1955년까지 생산되었다. M-30은 제2차 세계 대전에서 붉은 군대의 사단 포병으로서 첫선을 보였다. 노획된 M-30은 독일 국방군과 핀란드군에 의해서도 사용되었다. 대전 후 M-30은 20세기 중후반 중동 전쟁을 비롯한 수많은 전쟁에서 사용되었다.

## 생산
M-30의 양산은 1940년 니즈니 노브고로드의 제92공장과 스베들로프스크의 제9공장에서 이루어졌다. 제92공장은 1940년에만 생산에 참여하였고, 총 500문이 생산되었다. 제9공장은 견인포 외에도 SU-122자주포에 탑재할 M-30S 포신도 생산하였다. 700여 대의 포신이(선행생산분과 시제분 포함) 이 목적으로 제조되었다. M-30의 생산은 1955년까지 계속되었다.
| М-30의 생산량 |      |      |      |      |      |      |      |      |       |
| 년도          | 1940 | 1941 | 1942 | 1943 | 1944 | 1945 | 1946 | 1947 | 총계  |
| 생산량        | 639  | 2762 | 4240 | 3770 | 3485 | 2630 | 210  | 200  | 19266 |
| 년도          | 1948 | 1949 | 1950 | 1951 | 1952 | 1953 | 1954 | 1955 | 19266 |
| 생산량        | 200  | 250  | -    | 300  | 100  | 100  | 280  | 100  | 19266 |

## 특징

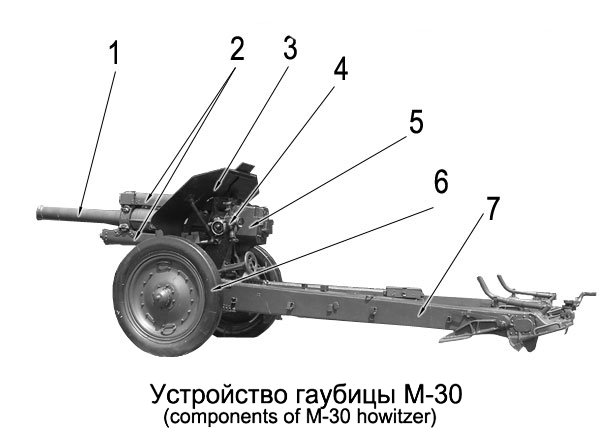
1. 포신, 2. 주퇴복좌기, 3. 포방패, 4. 파노라마식 조준구, 5. 포미와 포미블럭, 6. 바퀴, 7. 분리식 견인주행장치(포다리)

M-30의 포신은 내강과 외피, 포미가 일체로 제조되었다. 폐쇄기는 스크류 잠금 방식이고, 사격후 폐쇄기를 열면 탄피가 강제로 추출된다. 이 포의 주퇴복좌기는 유압 반동 완충기와 수기 압력 만회기로 이루어져 있다. 파노라마식 조준구는 직사와 간접사에 쓰여진다.
M-30에는 리프 스프링식 현가장치와 고무 타이어가 끼워진 철제바퀴가 달려있고, 현대적인 분리식 견인주행장치를 사용하고 있다. 견인주행장치를 이용해 차량으로 운송하며, 노상 50 km/h, 야지 35 km/h의 속도로 운반할 수 있다. 포차를 사용한다면 6마리의 말로도 운반할 수 있다. 현가장치는 포다리가 열리면 자동으로 잠긴다. 비상시 포다리를 하나만 사용한 상태에서도 사격이 가능하지만, 그 대가로 선회각이 현저히 줄어든다(1°30'). 전개 시간은 1~1.5분이다.
M-30의 견인주행장치는 나중에 D-1 152 mm 곡사포에도 쓰여졌다.

## 계열형
- M-30S 상당히 개량된 형식으로 SU-122자주포의 주포로 사요되었다.
- U-11동일한 탄도 특성을 가지고 있지만 훨씬 간단한 완충 장치를 가져 차량 탑재에 용이하게 만든 형식이다. 시제작인 SU-122M에 탑재하려 하였으나 신뢰성의 문제로 거부되었다.
- D-6 동일한 탄도 특성을 가지고 있는 또다른 차량탑재형. 시제작인 SU-122-III에 탑재되었으나 U-11처럼 신뢰성이 부족하였다.

### 자주포
M-30은 다음의 기갑차량에 탑재되었다.
- SU-122 - T-34를 기반으로한 자주포 1942년 12월에서 1943년 8월까지 대량생산되었다. 약 638대가 제작되었다.
- SG-122 - 노획한 3호 전차나 3호 돌격포를 기반으로한 자주포로 1943년 초에 20량 가량이 제작되었다.
- 12.2-cm Kanone (r) auf Geschützwagen Lorraine-Shlepper (f) - 노획한 프랑스의 로렝 37L 장갑 트랙터를 기반으로한 자주포. 프랑스에서 독일 장갑 열차위에 실려 싸운 차량이 최소 한 대가 있었다.

## 탄약 정보
M-30은 러시아에 수입된 포탄을 포함해서 붉은 군대에서 사용된 모든 122 mm 포탄을 발사할 수 있다. 제2차 세계대전 중과 후 대전차 고폭탄과 같은 새로운 탄약이 개발되었다. 제2차 세계대전기간 동안 HEAT탄인 BP-460A는 90°에서 100~160 mm의 장갑을 관통할 수 있었다. 대전후의 BP-1은 90°에서 200 mm를, 60°에서 160 mm를, 30°에서 80 mm를 관통할 수 있다.
| 사용 탄약                                                 |         |          |               |                          |           |
| 종류                                                      | 형식    | 무게(kg) | 탄두 무게(kg) | 속도(m/s)(최대 추진장약) | 사거리, m |
| 철갑탄                                                    |         |          |               |                          |           |
| 대전차 고폭탄(1943년 5월 부터)                            | BP-460A |          |               | 335 (추진장약 4)         | 2,000     |
| 고폭파편탄                                                |         |          |               |                          |           |
| 고폭파편탄(대인용으로 반경 30m내에 1,000개의 파편을 발생) | OF-462  | 21.76    | 3.67          | 515                      | 11,720    |
| 강철 파편탄                                               | O-462A  | 21.7     |               | 458                      | 10,800    |
| 강철 파편탄                                               | О-460А  |          |               |                          |           |
| 고폭탄                                                    | F-460   |          |               |                          |           |
| 고폭탄                                                    | F-460N  |          |               |                          |           |
| 고폭탄                                                    | F-460U  |          |               |                          |           |
| 고폭탄                                                    | F-460K  |          |               |                          |           |
| 유산탄                                                    |         |          |               |                          |           |
| 45초의 지연신관을 사용한 유산탄                           | Sh-460  |          |               |                          |           |
| T-6신관을 사용한 유산탄                                   | Sh-460T |          |               |                          |           |
| 화학탄                                                    |         |          |               |                          |           |
| 화학파편탄                                                | OH-462  |          |               | 515                      | 11,800    |
| 화학탄                                                    | H-462   | 21.8     | -             |                          |           |
| 화학탄                                                    | H-460   |          | -             |                          |           |
| 기타                                                      |         |          |               |                          |           |
| 조명탄                                                    | S-462   |          | -             | 479                      | 8,500     |
| 선전탄                                                    | A-462   |          | -             | 431                      | 8,000     |
| 연막파편탄                                                | D-462   |          |               | 515                      | 11,800    |
| 연막파편탄                                                | D-462A  |          |               | 515                      | 11,800    |